# فرانسوا بريسون
فرانسوا بريسون (بالفرنسية: François Brisson)‏ (9 أبريل 1958 في سانتس) لاعب كرة قدم فرنسي معتزل كان يجيد اللعب في مركز المهاجم .
بدأ مسيرته الرياضية في نادي باريس سان جيرمان سنة 1975 وبعد 4 سنوات انتقل إلى نادي لافال وقضى فيه موسم واحد وعاد إلى ناديه الأصلي . في سنة 1981 انتقل إلى نادي لنس وبعد 4 سنوات انتقل إلى نادي ستراسبورغ وفي السنة التالية انتقل إلى نادي مرسيليا وبعد سنتين انتقل إلى نادي لافال . في سنة 1989 انضم إلى نادي ليون وأخيرا انتقل إلى نادي ليل في سنة 1990 واعتزل لعب كرة القدم نهائيا في سنة 1993 .
شارك بريسون مع منتخب فرنسا في مباراتين دوليتين ما بين 1982 و1984 .
بعد الاعتزال قرر بريسون التوجه نحو مهنة التدريب وقاد نادي مونتاوبان من 1994 إلى 1997 ثم نادي لنس من 1999 إلى 2000 ثم نادي نيم من 2002 إلى 2003 .

## روابط خارجية
- فرانسوا بريسون على موقع قاعدة بيانات كرة القدم.إي يو (الإنجليزية)
- فرانسوا بريسون على موقع ليكيب (الفرنسية)
- فرانسوا بريسون على موقع ناشيونال فوتبول تيمز (الإنجليزية)
- فرانسوا بريسون على موقع Soccerway.com (الإنجليزية)
- فرانسوا بريسون على موقع عالم كرة القدم.نت (الإنجليزية)
- فرانسوا بريسون على موقع اللجنة الأولمبية الدولية (الإنجليزية)
- فرانسوا بريسون على موقع أوليمبيديا (الإنجليزية)
- فرانسوا بريسون على موقع GSA (الإنجليزية)